# ماتياز برومن
ماتياز برومن (بالسلوفينية: Matjaž Brumen)‏ مواليد 23 ديسمبر 1982 في ليوبليانا، جمهورية يوغوسلافيا الاشتراكية الاتحادية، هو لاعب كرة يد سلوفيني يلعب كجناح أيمن. مثل منتخب سلوفينيا لكرة اليد. شارك في دورة الألعاب الأولمبية الصيفية سنة 2004.

## المسيرة الاحترافية
لعب مع نادي تسليه لكرة اليد في الدوري السلوفيني من سنة 2003 إلى 2007، ثم انضم إلى نادي فاردار لكرة اليد من سنة 2013 إلى 2016، ثم انضم إلى نادي جورينيه فيلينيه لكرة اليد في الدوري السلوفيني في سنة 2016.

## سجل المنافسة
شارك في البطولات التالية:
- بطولة أوروبا لكرة اليد للرجال 2012

## روابط خارجية
- ماتياز برومن على موقع الاتحاد الأوروبي لكرة اليد (الإنجليزية)
- ماتياز برومن على موقع أوليمبيديا (الإنجليزية)